# Areolatae
Infra-ordre
Les Areolatae sont un infra-ordre de l'ordre des Phasmida (phasmes) qui regroupe les espèces présentant des aréoles (zone triangulaire située à l’extrémité distale des tibias), contrairement aux Anareolatae.

## Liste des super-familles et familles
Selon NCBI (6 juin 2011) :
- super-famille Aschiphasmatoidea
  - famille Aschiphasmatidae
- super-famille Bacilloidea
  - famille Bacillidae
  - famille Heteropterygidae
- super-famille Phyllioidea
  - famille Phylliidae
- super-famille Pseudophasmatoidea
  - famille Heteronemiidae
  - famille Pseudophasmatidae